# Okmok
Okmok także Mount Okmok– czynny wulkan tarczowy na północno-wschodnim krańcu wyspy Umnak wchodzącej w skład Wysp Lisich w łańcuchu Aleutów. Ostatnia erupcja wulkanu miała miejsce w 2008 roku. 

## Opis
Zbudowany ze skał bazaltowych, szeroki na 35 km wulkan tarczowy wznosi się na wysokość 1073 m n.p.m. na północno-wschodnim krańcu wyspy Umnak wchodzącej w skład Wysp Lisich w łańcuchu Aleutów. 
Tarcza powstała w plejstocenie. Wulkan tworzą dwie nachodzące na siebie kaldery o średnicy 10 km powstałe ok. 12 tys. i 2 tys. lat temu. W starszej kalderze, z której brzegów zachowały się jedynie dwa łukowate grzbiety, odkryto ponad 60 warstw materiałów piroklastycznych z erupcji Okmoka. Brzegi młodszej kaldery są doskonale zachowane – w przeszłości wypełniało ja jezioro, które przelało się przez jej brzeg w rezultacie erupcji ok. 800 lat BP, żłobiąc głęboki rów na stoku wulkanu.
Na południowo-wschodnim stoku znajduje się, przewyższający kalderę, Mount Tulik (1253 m n.p.m.). Stoki pokrywają liczne stożki i kopuły wulkaniczne, a w kalderze znajdują się źródła termalne i fumarole.

## Erupcje
Pierwsza zaobserwowana erupcja miała miejsce w 1805 roku – ostatnia w 2008 roku. 